# Exportació

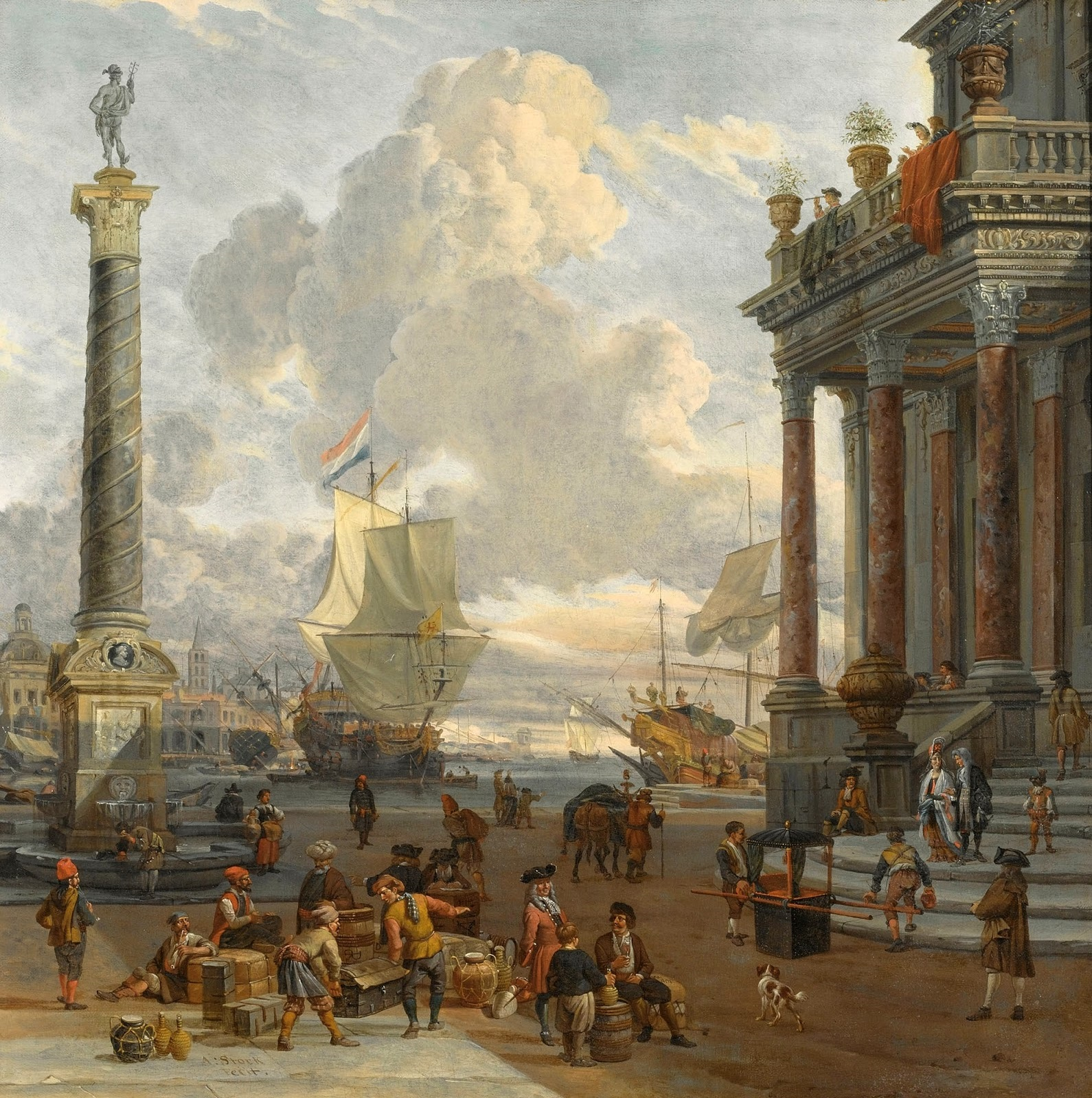
Escena de port. Pintura d'Abraham Storck.

Els deu principals països en el commerç internacional

L'exportació és qualsevol bé o servei enviat a un altre país, normalment amb propòsits comercials, ja sigui a la mateixa part del món (per exemple de Catalunya cap a Suïssa) o a una altra part del món. Quan es tracta de bens, es parla d'exportacions visibles, quan es tracta de serveis, són exportacions invisibles. També es pot distingir entre exportacions interregionals (dins les regions d'un mateix país) i les exportacions internacionals o, al marc europeu, entre exportacions intracomunitàries i extracomunitàries.
Les exportacions són generalment portades a terme sota condicions específiques, segons acords entre països (el d'origen i el de destí) La proporció entre les exportacions i les importacions d'un país determina la seva balança comercial.

## Aspectes bàsics

### Aspectes físics
L'exportació material d'una mercaderia des d'un país fins a un altre suposa un procés complex que, entre d'altres, pot incloure els passos següents:
- producció de la mercaderia (recol·lecció, fabricació, ...)
- transport a un magatzem
- embalatge
- magatzem intermedi
- transport
- duana de sortida
- duana de recepció
- transport final i recepció del producte per part del comprador

Tot el procés de manutenció del producte suposa uns costos addicionals. Hi ha casos particulars en els quals el procés pot ser relativament senzill i altres casos en que pot complicar-se molt més.

### Documents necessaris
El transport físic d'un producte exportat ha d'anar acompanyat de la documentació necessària. Entre altres documents hi pot haver els següents:
- Factura pro forma
- Factura comercial
- Packing List
- Document Únic Administratiu d'Exportació (DUA),
- Certificat d'Origen
- Llicència d'Exportació

## Exportació a Catalunya
El 2017, els principals sectors exportadors són automoció, química, alimentació i farmacèutic; conjuntament amb tèxtil i maquinària representen dues terceres parts de l'exportació catalana. Les exportacions d'alt nivell tecnològic han crescut un 9,0%. La Unió Europea concentra el 64,9% del total d'exportacions catalanes, i Àfrica ja supera Amèrica Llatina per volum exportat.
De 1995 a 2017, l'exposició (o dependència) de Catalunya respecte a les altres regions d'Espanya ha minvat significativament: El 1995 el comerç intra-espanyol representava 60%, el 2017 només 35,5%. Uns bons dos terços de la producció catalana s'exporta, i això representa 25,6% de les exportacions de tot l'estat.
Cap a l'any 2008 eren 34.384 empreses catalanes les que exportaven fora d'Espanya, el 2017 van pujar a més de 46.651, de les quals un bon terç són considerades com a exportadores regulars. 1545 empreses van exportar més de 5 milions d'euros, un nombre que creix cada any.

## Història de les exportacions
La història de les exportacions és pràcticament idèntica a la història del comerç. I està molt relacionada amb les  mercaderies, els mercaders, la navegació, les  fires, la moneda, les  lleudes, les lletres de canvi, les assegurances mercantils, els consolats, els alfòndecs, les societats mercantils, els nolis, la  comptabilitat, les taules de canvi, els bancs, les lleis reguladores, els aranzels i molts altres aspectes.
Els apartats següents faran referència als diferents períodes del comerç entre territoris diferents I sovint llunyans entre si. Entenent que la compravenda d'una mercaderia suposa una exportació del venedor i una importació del comprador.

### Prehistòria
- Exportació de variscita de les mines de Gavà

### Història antiga

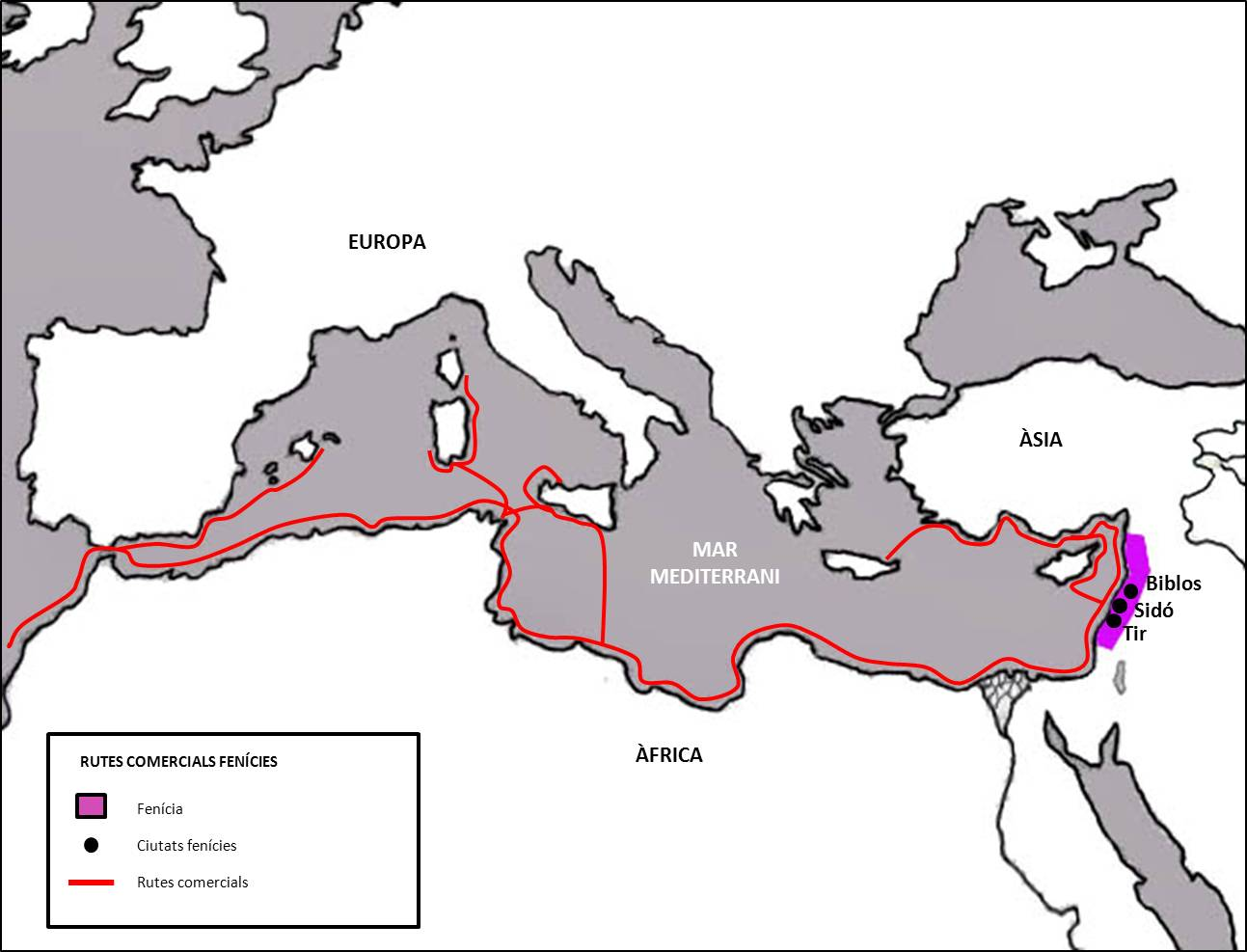
Mapa de les principals rutes comercials utilitzades pels fenicis.

- La mina de Sari-i-Sang (a les muntanyes de l'actual Afganistan) exportava lapislàtzuli cap al 1595 aC en el període de la dominació de Babilonia per part dels cassites.[7]
  - c 2340 aC. L'iris dels ulls de l'estàtua d'Ebih-Il són de lapislàtzuli.
  - 1354-1340 aC. La màscara funerària de Tutankhamon està decorada amb lapislàtzuli que, segons alguns autors, era importat.[8]
- 1200 aC. Els fenicis exportaven el tint basat en el mol·lusc Murex,[9] fusta de cedre, vi (a Egipte), vidre. Importaven or, argent i estany. Vori i banús.[10]
- El 323 aC, els successors d'Alexandre el Gran, els ptolemeus, prenien el control d'Egipte. Van promoure activament el comerç amb Mesopotàmia, l'Índia, i l'Àfrica oriental mitjançant els seus ports de la mar Roja i per terra. Hi van ajudar un cert nombre de mitjancers, especialment els nabateus i altres pobles àrabs.

### Edad Mitjana

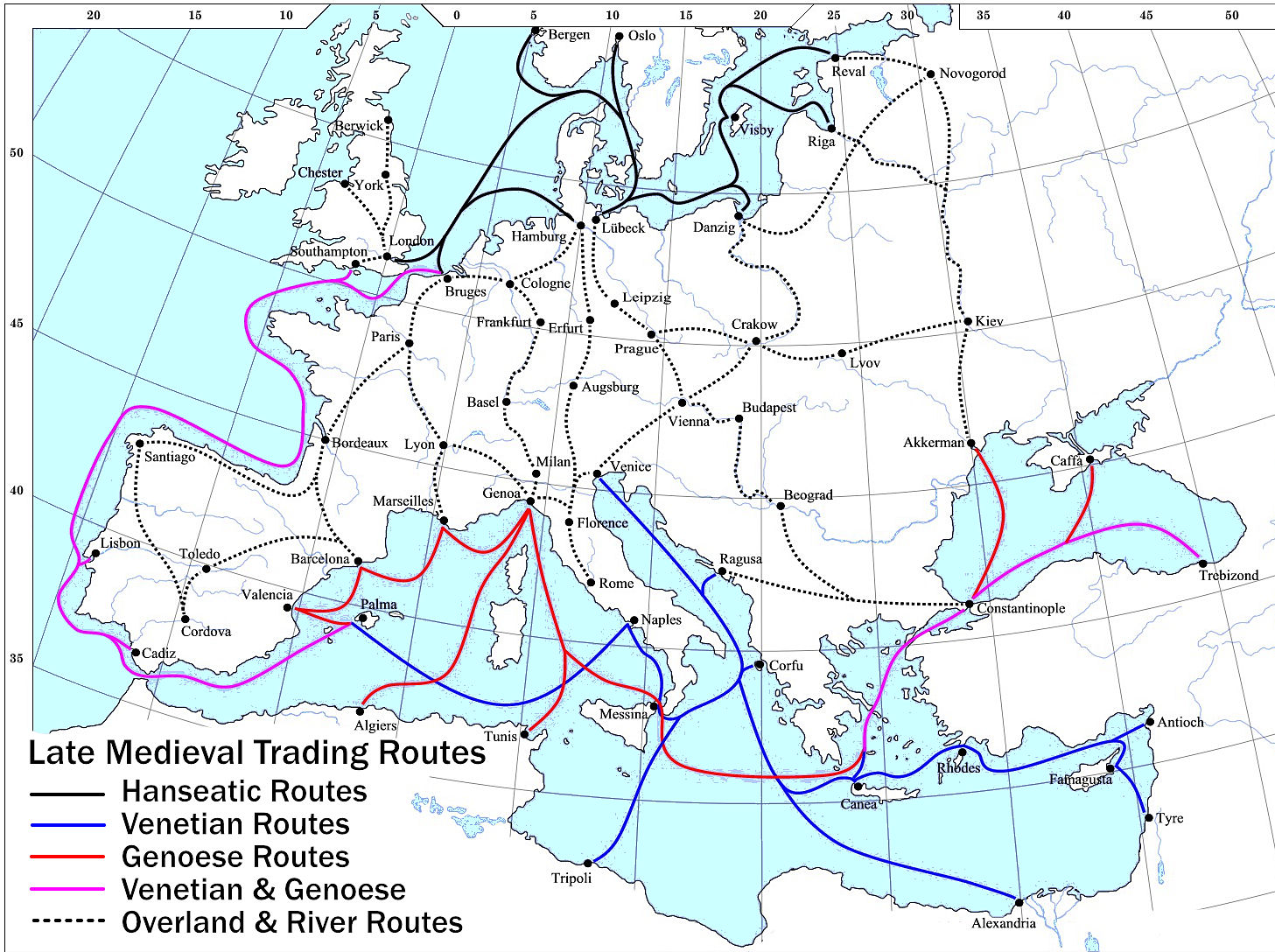
Mapa que mostra les principals rutes comercials de l'Europa medieval tardana. Hi manquen les rutes comercials catalanes cap a Alexandria, la mar del Nord i els països del nord d'Àfrica.

El comerç marítim medieval (exportacions/importacions) pot estudiar-se en diferents èpoques i zones geogràfiques. Atenent a les principals potències comercials cal considerar les següents:
- Venècia
- Gènova
- les repúbliques marítimes italianes
- Catalunya
- la Hansa
- els països musulmans del nord d'Àfrica i l'actual Síria

Pel que fa al comerç terrestre o fluvial és més senzill analitzar les rutes i les fires.

### Època medieval

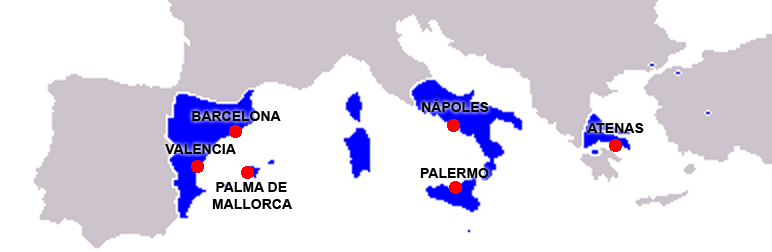
Territoris controlats per la Corona d'Aragó, c. 1350

### Període 1706-1936

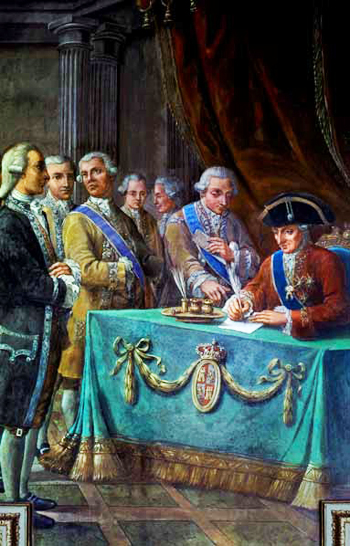
Carles III signant el decret de lliure comerç amb Amèrica.